# Austroeme femorata
Austroeme femorata là một loài bọ cánh cứng trong họ Cerambycidae.